# Степовий вал
Степовий вал — ландшафтний заказник місцевого значення в Україні. Об'єкт природно-заповідного фонду Київської області. Пам'ятка знаходиться поруч із с. Заріччя, Обухівського району.
Площа 7,1 га. Статус надано згідно з рішенням Київської облради від 09.09.2021 № 097-05-VIII. 
Ландшафтний заказник “Степовий вал” у села Заріччя Обухівського району, створений для охорони ковили волосистої, яку занесено до Червоної книги України. 

## Галерея

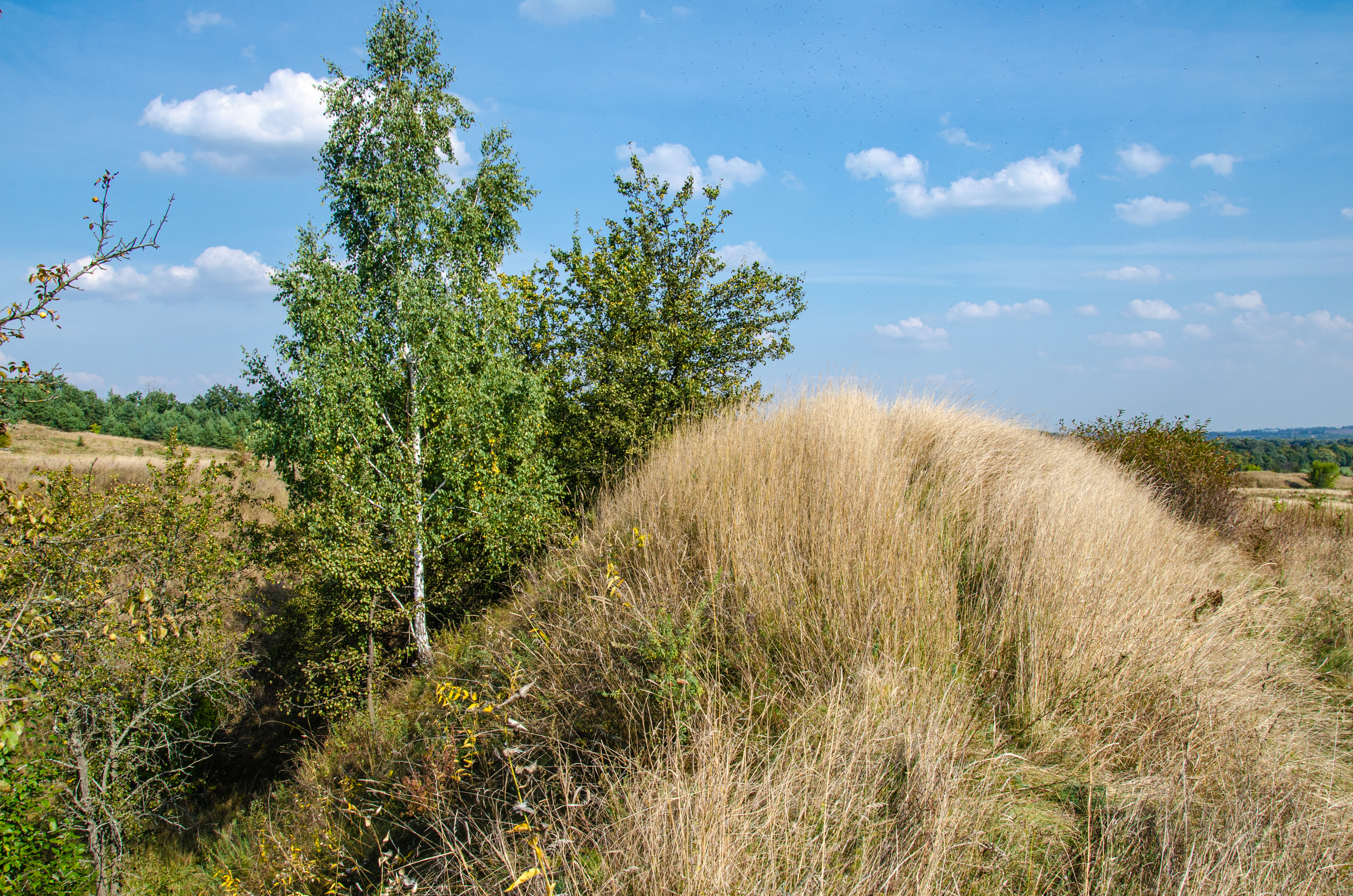
Степовий вал, розташований поруч із с. Заріччя
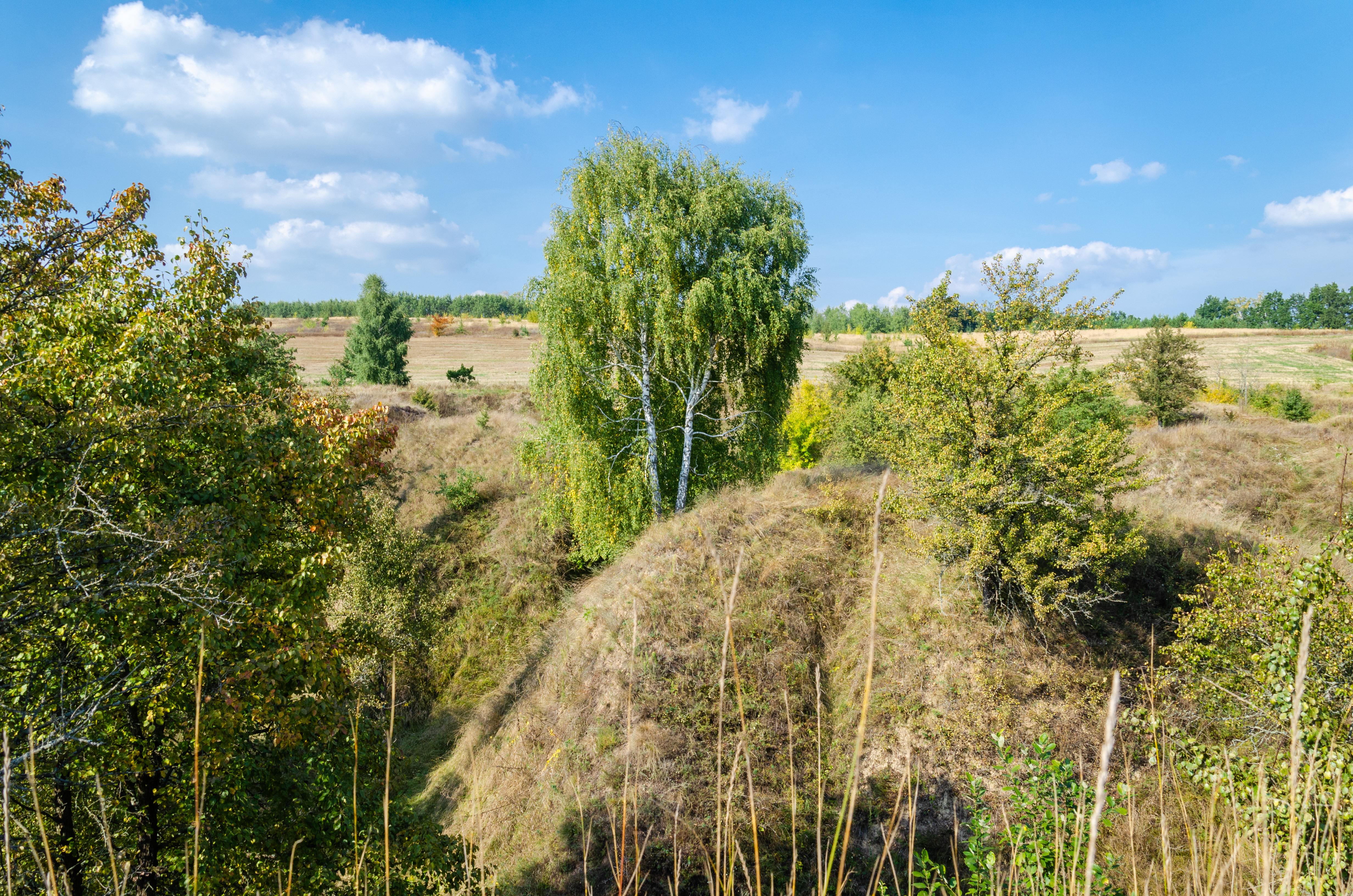
Степовий вал, розташований поруч із с. Заріччя
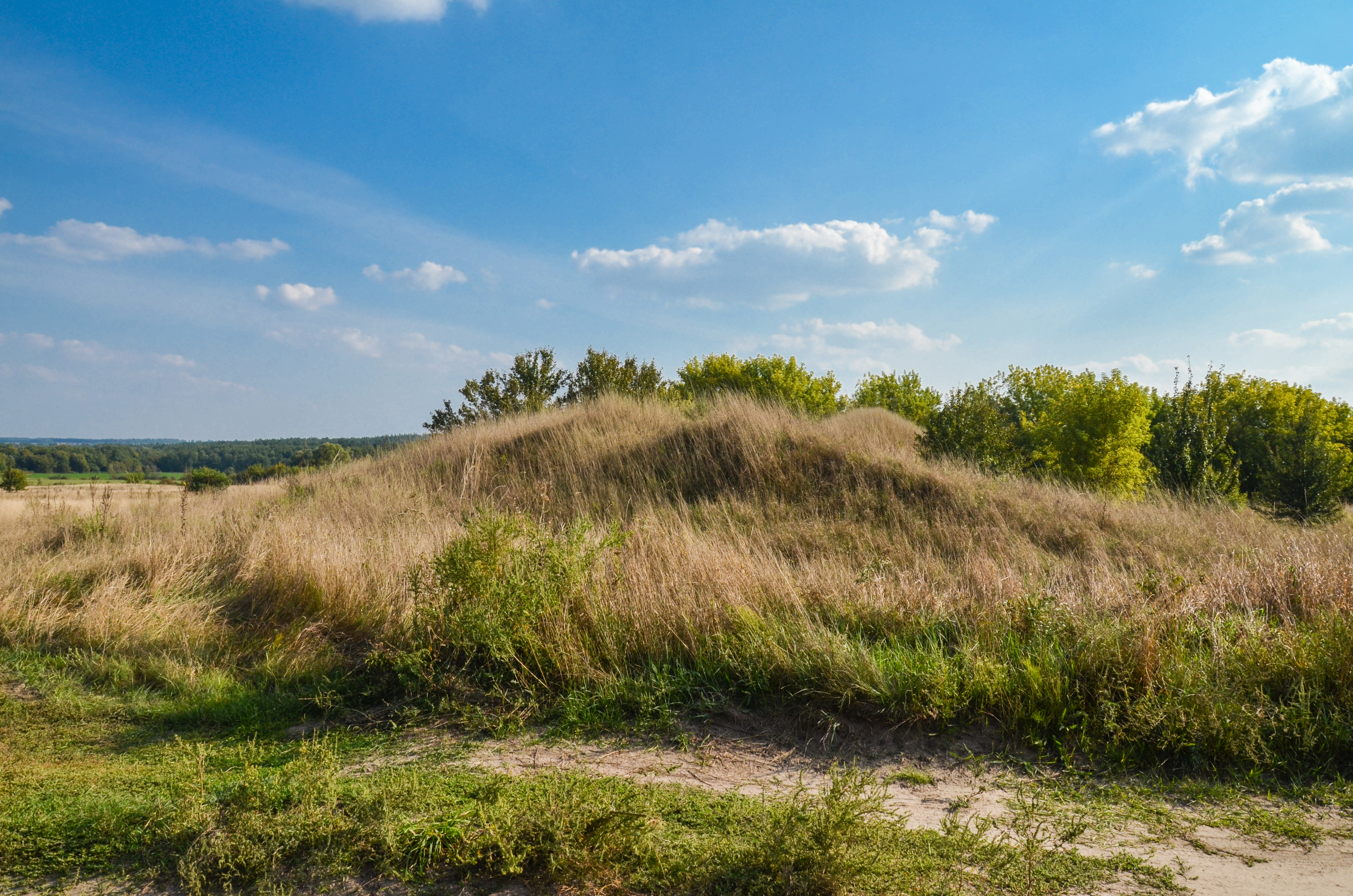
Степовий вал, розташований поруч із с. Заріччя